# Andy Kostecka

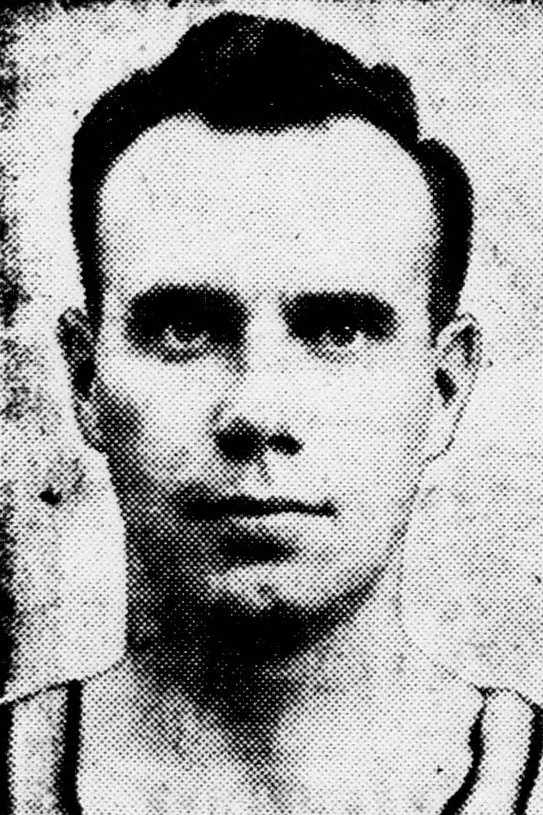

Andrew Edward Kostecka, detto Andy (Newark, 10 febbraio 1921 – Bethesda, 17 gennaio 2007), è stato un cestista statunitense, professionista nella BAA.

## Carriera
Venne selezionato dagli Indianapolis Jets nel Draft BAA 1948.